# 뱅자맹 콩스탕
뱅자맹 콩스탕(Benjamin Constant, 1767년 10월 25일 ~ 1830년 12월 8일), 스위스 로잔 태생의 프랑스인이며, 수필가겸 정치가로서 특히 프랑스 문학사에서 그의 일기는 커다란 주목거리로 평가되고 있다.

## 생애
스위스 로잔에서 출생하였다. 아버지는 직업군인이였으며, 어머니는 콩스탕이 태어난지 얼마 되지 않아 사망하였다. 교육은 주로 그의 조부모와 아버지가 고용한 가정 교사에 의해 이루어졌다. 그는 아버지의 군무로 인해 네덜란드나 영국 등의 유럽 각지를 전전하였다. 이후 1782년에 에를랑겐 대학에, 1783년에 에딘버러 대학에 들어간다. 그는 1785년, 18세가 되는 나이에 파리의 문학가와 철학자들과 어울리는데, 이 때 파리와 영국, 스위스, 네덜란드 등을 오가게 된다.

## 읽어보기

### 저서
- Adolphe 아돌프
- The Liberty of Ancients Compared with that of Moderns(1819)